# Ottenhofen
Ottenhofen är en kommun och ort i Landkreis Erding i Regierungsbezirk Oberbayern i förbundslandet Bayern i Tyskland.
Kommunen ingår i förvaltningsgemenskapen Oberneuching tillsammans med kommunen Neuching.